# Paběnice (Kunratice)
Paběnice (dříve Babenice či Baběnice německy Pabienitz) je zaniklá osada na území dnešní Prahy jihozápadně od Kunratic. První písemná zmínka je z roku 1212, kdy je uváděn nějaký Vít z Paběnic. V roce 1541 byla osada zpustošena, další zmínka o ní je až z roku 1688. K roku 1786 je zde uváděno 5 chalup. V roce 1843 měly Paběnice 78 obyvatel a 13 domů. Připojeny k Praze byly jakožto součást Kunratic v roce 1968. Domy stojí podél ulic U Rakovky, K Písnici a V Rybníkách.